# Tweede Kamerverkiezingen 1982/Kandidatenlijst/PPR
De kandidatenlijst voor de Tweede Kamerverkiezingen 1982 van de PPR was als volgt:

## De lijst
- vet: verkozen
- schuin: voorkeurdrempel overschreden

1. Ria Beckers-de Bruijn - 118.881 stemmen
2. Peter Lankhorst - 2.868
3. Henk Waltmans - 1.557
4. Janneke van der Plaat-Luppes - 2.408
5. Jaap Röell - 453
6. Dilia van Heem-Wagemakers - 669
7. Roel van Duijn - 1.592
8. Marijke Spek-Prins - 820
9. Anneke van 't Hull - 355
10. Jeroen van Urk - 362

11 t/m 26/27/28. regionale kandidaten
27/28/29. Leo Jansen - 490 

28/29/30. Bas de Gaaij Fortman - 1.331

## Regionale kandidaten
Zestien tot achttien plaatsen op de lijst waren per stel kieskringen verschillend ingevuld.

### 's-Hertogenbosch, Tilburg, Utrecht, Maastricht
1. Boy Trip - 58[1]
2. Paul van der Hijden - 394
3. Jan Juffermans - 113
4. Ineke van Oel-Zwennes - 64
5. Willy Savelberg - 162
6. Dolf Coppes - 64
7. Sonja van Dongen - 43
8. Gerard Peters - 267
9. Stéphanie Brokerhof - 19
10. Hub Bemelmans - 333
11. Ad van de Haar - 25
12. Cees van de Ven - 46
13. Marieke van Nimwegen - 158
14. Mariet Hendrikx - 171
15. Jan Duffhauss - 87
16. Miep de Jong-de Groot - 86
17. Wouter van Doorn - 8

### Arnhem, Nijmegen, Leeuwarden, Zwolle, Groningen, Assen
1. Ansje van Niel - 37[1]
2. Emmy van Noord-Verheul - 27[1]
3. Rouke Broersma - 33
4. Herman Verbeek - 166[1]
5. Ruth Post-Hooykaas - 30[1]
6. Letty Draisma-van der Stap - 36
7. Wouter van Dam - 117
8. Jan Dirx - 99
9. Wil van der Vlist-Wesseldijk - 71
10. Grietje Pasma - 172
11. Wim de Boer - 92[1]
12. Hans van Sister - 35
13. Willem Dijkstra - 22
14. Gerrit Douma - 22
15. Meijco van Velzen - 12
16. Louis van Hoorn - 48
17. Frits Mundt - 25
18. Piet Schmit - 21

### Rotterdam, 's-Gravenhage, Leiden, Dordrecht, Middelburg
1. Jaap de Jong - 12
2. Ton Wolf - 75
3. Corina Heuvelman - 80
4. Wim Tigges - 38
5. Carla van den Hout - 87
6. Kees van Kuijen - 30
7. Christa Glasbergen - 82
8. Dorothé Tempelman-Venselaar - 20
9. Tiny Boekhout - 25
10. Jan Geleijnse - 42
11. Johan de Koster - 35
12. Cor Crans - 42
13. Henk Blom - 19
14. Gerrit Hoogendoorn - 15
15. Adri van Oosten - 28
16. Marten Wiersma - 30

### Amsterdam, Den Helder, Haarlem
1. Ansje van Niel - 107[1]
2. Ron Rote - 30
3. Emmy van Noord-Verheul - 52[1]
4. Wim de Boer - 26[1]
5. Ruth Post-Hooykaas - 6[1]
6. Boy Trip - 25[1]
7. Herman Verbeek - 14[1]
8. Jan Gert Teule - 38
9. Corine de Laat-Laarman - 39
10. Ko Sterken - 51
11. Ada Buizer - 61
12. Jan van den Broek - 27
13. Trudy van Drie - 31
14. Henny Boschman - 18
15. Johan Raksowidjojo - 60
16. Conny Trautwein-de Wit - 24
17. Jan Hendrik Bennik - 15
18. Loes Hoeflaak-de Meijer - 38

CDA · PvdA · VVD · D'66 · PSP · CPN · SGP · PPR · RPF · GPV · Rechtse Volkspartij · Centrumpartij · EVP · NVU · Kleine Partij · God Met Ons · PPBMWM · SP · DS'70 · RKPN
1971 · 1972 · 1977 · 1981 · 1982 · 1986 · 1989